# 格里斯山 (萊希塔爾阿爾卑斯山脈)
47°10′31″N 10°19′56″E / 47.1753°N 10.33214°E

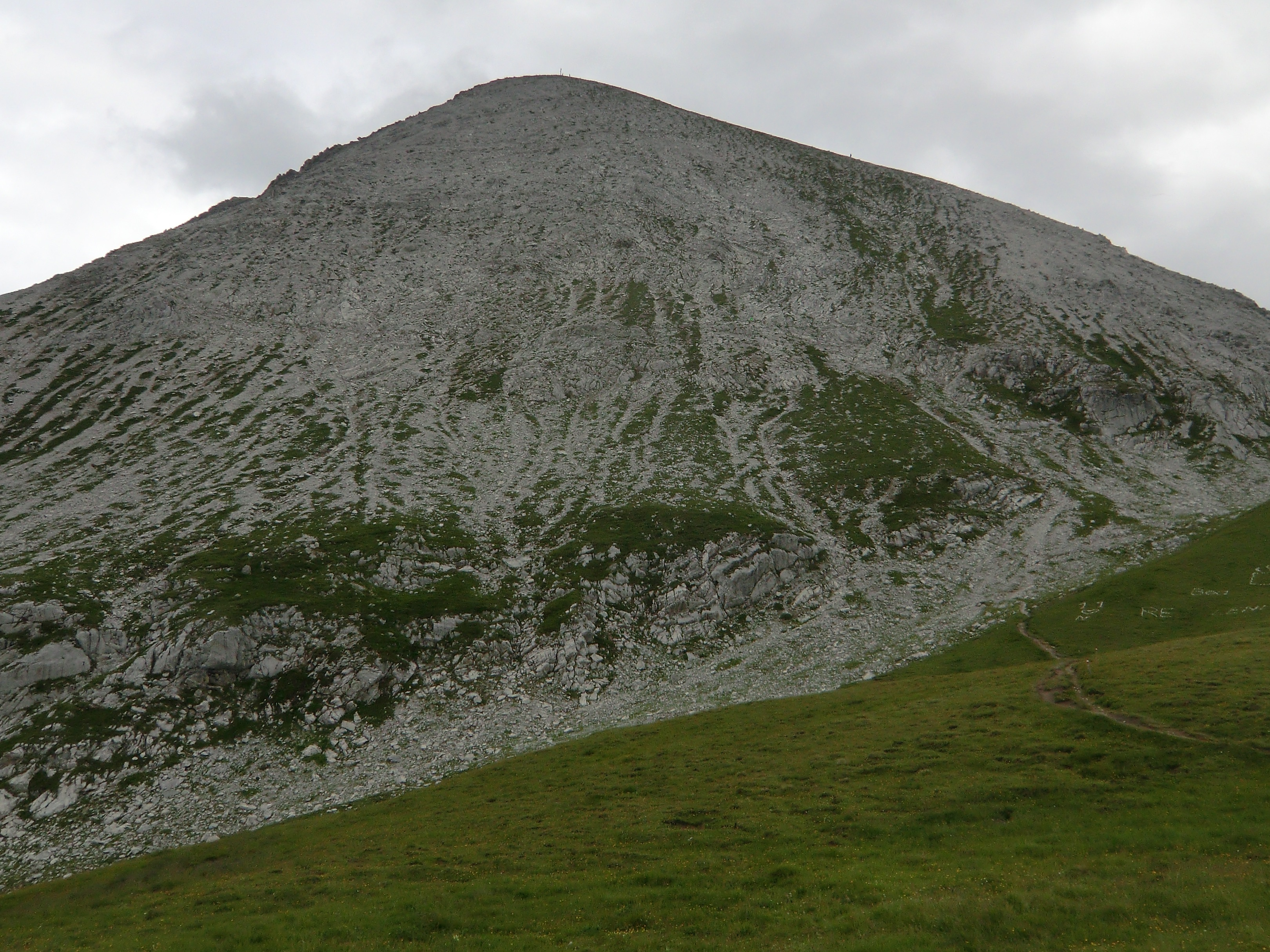

格里斯山（德語：Grießkopf），是奧地利的山峰，位於該國西部，由蒂羅爾州負責管轄，屬於萊希塔爾阿爾卑斯山脈的一部分，海拔高度2,581米，每年平均降雨量1,730毫米。